# Høfeber (film)
Høfeber er en dansk film fra 1991, instrueret af Annelise Hovmand, der også har skrevet manuskriptet med Arne Forchhammer efter en roman af Leif Panduro.

## Handling
Filmen handler om en venlig dommer med forskellige problemer: utro hustru, udflippet søn, vred veninde, hvis mand er transvestit, hævngerrige folk, han har dømt, samt anfald af høfeber. Alt sammen nok til at han på et tidspunkt benytter en mulighed for at få sig erklæret død for at kunne starte på en frisk.

## Medvirkende
- Frits Helmuth
- Kirsten Lehfeldt
- Thomas Mørk
- Lisbet Dahl
- Axel Strøbye
- Peter Schrøder
- Torben Jensen
- Claus Ryskjær
- Peter Belli
- Peter Mygind
- Søren Hauch-Fausbøll
- Søren Østergaard
- Ebbe Rode
- John Hahn-Petersen
- Inger Hovman
- Niels Skousen
- Peter Larsen
- Claus Bigum
- Niels Olsen
- Jacob Morild
- Hans Henrik Voetman
- Ken Vedsegaard
- Sofie Gråbøl